# 2017년 상하이 국제 영화제
제20회 상하이 국제 영화제는 2017년 6월 17일에 열린 시상식이다.

## 수상 및 후보

### 금잔작품상
- 패디캡 - 파올로 비야루나 수상

### 금잔심사위원대상
- 옐로우 - 모스타파 타지자드 수상

### 금잔감독상
- 아임 어 킬러 - 마시에이 피에프르지카 수상

### 금잔각본상
- 하름스 - 이반 볼로트니코브 수상

### 금잔촬영상
- 하름스 - 샨도르 베르케시 수상

### 금잔남우주연상
- 더 컨포미스트 - 황보 수상

### 금잔여우주연상
- 옐로우 - 사레 바이아트 수상

### 금잔예술상
- 폴트 컨디션 - 카탈린 사이제스쿠 수상

### 금잔다큐멘터리상
- 웬 폴 케임 오버 더 씨 - 제이콥 프레우스 수상

### 금잔애니메이션상
- 러빙 빈센트 - 도로타 코비엘라 외 1명 수상

### 금잔상-장편영화
- 브릭스비 베어 - 데이브 맥커리
- 영구비호대 - 빌 어거스트
- 더 컨포미스트 - 차이샹준
- 폴트 컨디션 - 카탈린 사이제스쿠
- 아임 어 킬러 - 마시에이 피에프르지카
- 인 더 그레이트 앤 테리블 월드 - 다니엘레 마지오니 외 2명
- 하름스 - 이반 볼로트니코브
- 매드 투 비 노멀 - 로버트 뮬란
- 마이 브라더 심플 - 마커스 골러
- 노 베드 오브 로지스 - 모스타파 파루키
- 아워 타임 윌 컴 - 허안화
- 패디캡 - 파올로 비야루나
- 추억 - 후루하타 야스오
- 옐로우 - 모스타파 타지자드

### 금잔상-다큐멘터리
- 빅 소니아 - 레아 워쇼스키 외 1명
- 더 굿 포스트맨 - 토니슬라브 흐리스토프
- 로비누 - 미셸 산토로
- 스틸 투모로우 - 판 지안
- 웬 폴 케임 오버 더 씨 - 제이콥 프레우스

### 금잔상-애니메이션
- 인 더 포레스트 오브 허키버키 - 라스무스 A. 실버르센
- 러빙 빈센트 - 도로타 코비엘라 외 1명
- 새벽을 알리는 루의 노래 - 유아사 마사아키
- 꼬마참새 리차드: 아프리카 원정대 - 토비 젠켈 외 1명
- 토이무비: 미래대모험 - 게리 왕

### 트리뷰트 투 더 마스터즈
- 사랑은 죽음보다 차갑다 - 라이너 베르너 파스빈더
- 불안은 영혼을 잠식한다 - 라이너 베르너 파스빈더
- 에피 브리스트 - 라이너 베르너 파스빈더
- 중국식 룰렛 - 라이너 베르너 파스빈더
- 월드 온 와이어스 - 라이너 베르너 파스빈더
- 베로니카 포스의 갈망 - 라이너 베르너 파스빈더
- 암흑가의 세 사람 - 장 피에르 멜빌
- 레옹 모랭 신부 - 장 피에르 멜빌
- 리스본 특급 - 장 피에르 멜빌
- 도박사 봅 - 장 피에르 멜빌
- 밀고자 - 장 피에르 멜빌

### 4K 레스터레이션
- 알제리 전투 - 질로 폰테코르보
- 나막신 나무 - 에르마노 올미
- 레옹 - 뤽 베송
- 제5원소 - 뤽 베송
- 맨하탄 - 우디 앨런
- 마지막 국화 이야기 - 미조구치 겐지
- 우게쯔 이야기 - 미조구치 겐지

### SIFF 클래식
- 전함 포템킨 - 세르게이 에이젠슈타인
- 카라밧지오 - 데릭 저먼
- 데스티니 - 프리츠 랑
- 동경 방랑자 - 스즈키 세이준

### Fox 2000 유닛
- 파이트 클럽 - 데이빗 핀처
- 맨 온 파이어 - 토니 스콧
- 앙코르 - 제임스 맨골드
- 악마는 프라다를 입는다 - 데이빗 프랭클
- 라이프 오브 파이 - 이안

### 더 벨트 앤드 로드 유닛
- 헤마 헤마 - 키엔체 노르부
- 묘지의 노래 - 브래들리 리우
- 세이빙 샐리 - 아비드 라이온고렌
- 이별(영어판) - 나비드 마흐무디
- 더 콘스터튜션 - 라즈코 그릭
- 트레인 드라이버스 다이어리 - 밀로스 라도빅
- 상처입은 마음 - 라두 주데
- 더 리버레이션 오브 스콥제 - 라드 세르베드지야 외 1명
- 시뮬레이션 - 아베드 아베스트

### 일본영화 주간
- 친애하는 우리아이 - 미시마 유키코
- 테이이치의 나라 - 나가이 아키라
- 한낮의 유성 - 신조 타케히코
- 메꽃 - 니시타니 히로시
- 행복 목욕탕 - 나카노 료타
- 데스노트: 더 뉴 월드 - 사토 신스케
- 사나다 10용사 - 츠츠미 유키히코
- 캐논 - 사이가 토시로

### 심사위원장 컬렉션
- 내겐 너무 멋진 서쪽 나라 - 크리스티안 문주
- 4개월, 3주... 그리고 2일 - 크리스티안 문주
- 신의 소녀들 - 크리스티안 문주
- 바칼로레아 - 크리스티안 문주

### 일본영화
- P와 JK - 히로키 류이치
- 닌자고양이 - 와타나베 타케시
- 코도모츠카이 - 시미즈 다카시
- 우행록 - 이시카와 케이
- 개키×시네 「난앵」 - 이노우에 히데노리
- 방콕 나이트 - 토미타 카츠야

### 탑 10 디즈니 만화
- 증기선 윌리 - 월트 디즈니 외 1명
- 백설공주와 일곱 난쟁이 - 데이비드 핸드
- 덤보 - 벤 샤프스틴
- 밤비 - 데이비드 핸드
- 인어 공주 - 존 머스커 외 1명
- 미녀와 야수 - 게리 트러스데일 외 1명
- 알라딘 - 존 머스커 외 1명
- 라이온 킹 - 로저 알러스 외 1명
- 환타지아 2000 - 제임스 알가 외 2명
- 곰돌이 푸 - 스티븐 J. 앤더슨 외 1명